# Weißenborn (Gleichen)
 Weißenborn is een dorp in de gemeente Gleichen in het landkreis Göttingen in Nedersaksen in Duitsland. Weißenborn ligt aan de Uerdinger Linie, in het traditionele gebied van het Nederduitse dialect Oostfaals. Weißenborn ligt tussen Bischhausen en Glasehausen. Weißenborn ligt niet ver van de grens van Thüringen.